# Dmitriy Polyunin
Dmitriy Polyunin (ur. 6 kwietnia 1969 w Taszzkencie) – uzbecki lekkoatleta specjalizujący się w rzucie oszczepem.
Uczestnik igrzysk olimpijskich w Barcelonie, gdzie odpadł w eliminacjach. Startował w barwach WNP. Rekord życiowy: 85,74 m (23 czerwca 1992, Moskwa).